# آيت الدهبي (أولاد يعقوب)
آيت الدهبي هو دُوَّار يقع بجماعة أولاد يعقوب، إقليم قلعة السراغنة، جهة مراكش آسفي في المملكة المغربية. ينتمي الدوّار لمشيخة أولاد يعقوب التي تضم 9 دواوير. يقدر عدد سكانه بـ 9 نسمة حسب الإحصاء الرسمي للسكان والسكنى لسنة 2004.

## وصلات خارجية
- البوابة الوطنية للجماعات الترابية
- المندوبية السامية للتخطيط